# 梅爾濟豐

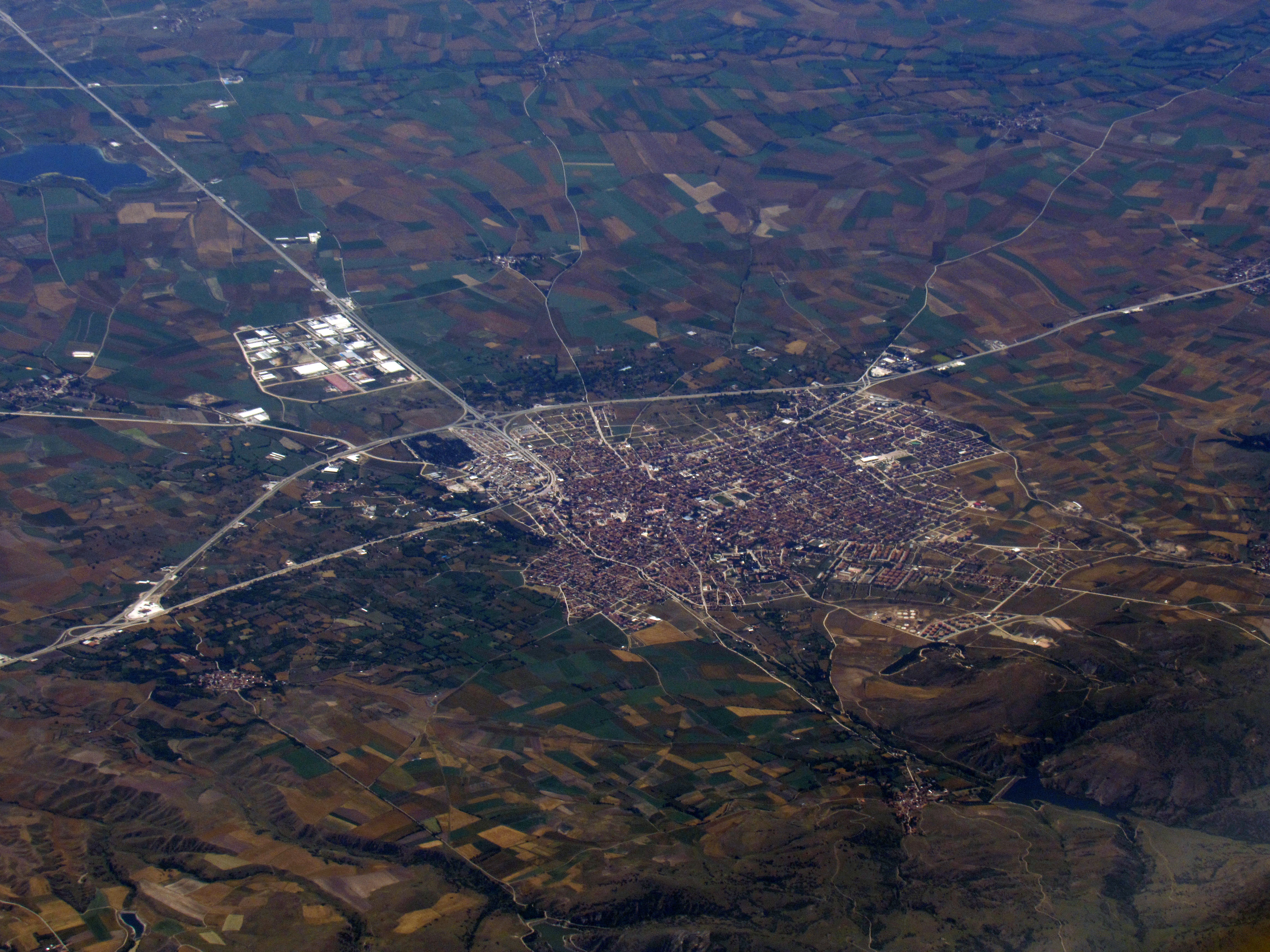
梅爾濟豐的航拍圖

梅爾濟豐是土耳其的城鎮，由阿馬西亞省負責管轄，位於該國北部，面積972平方公里，海拔高度750米，該地區自石器時代有人類居住，2009年人口52,192。

## 外部連結
- Merzifon municipality's official website （页面存档备份，存于） （土耳其文）
- Merzifonlu net （土耳其文）